# Westbound
 Westbound és una pel·lícula estatunidenca dirigida per Budd Boetticher i estrenada el 1959.

## Argument
Als Estats Units d'Amèrica, el 1864, en la Guerra de Secessió, un capità de la Unió està encarregat d'escortar un carregament d'or cap als bancs de Califòrnia. Xocarà amb els opositors dels Estats del Sud i sobretot s'haurà de mesurar amb un oficial particularment agressiu de la Confederació.

## Repartiment
- Randolph Scott: el capità John Hayes
- Virginia Mayo: Norma Putnam
- Karen Steele: Jeannie Miller
- Michael Dante: Rod Miller
- Andrew Duggan: Clay Putnam
- Michael Pate: Mace
- Wally Brown: Stubby
- John Day: Russ
- Walter Barnes: Willis
- Fred Sherman: Christy
- Mack Williams: el coronel Vance

## Al voltant de la pel·lícula
- És una de les pel·lícules que Jean-Luc Godard fa referència a Sense alè. Una de les innovacions del cinema Nouvelle vague va ser inserir un esdeveniment d'actualitat en el relat. Els dos protagonistes de la seva pel·lícula, Michel Poiccard (Jean-Paul Belmondo) i Patricia Franchini (Jean Seberg) ajuden a la projecció de Westbound.